# Integratron

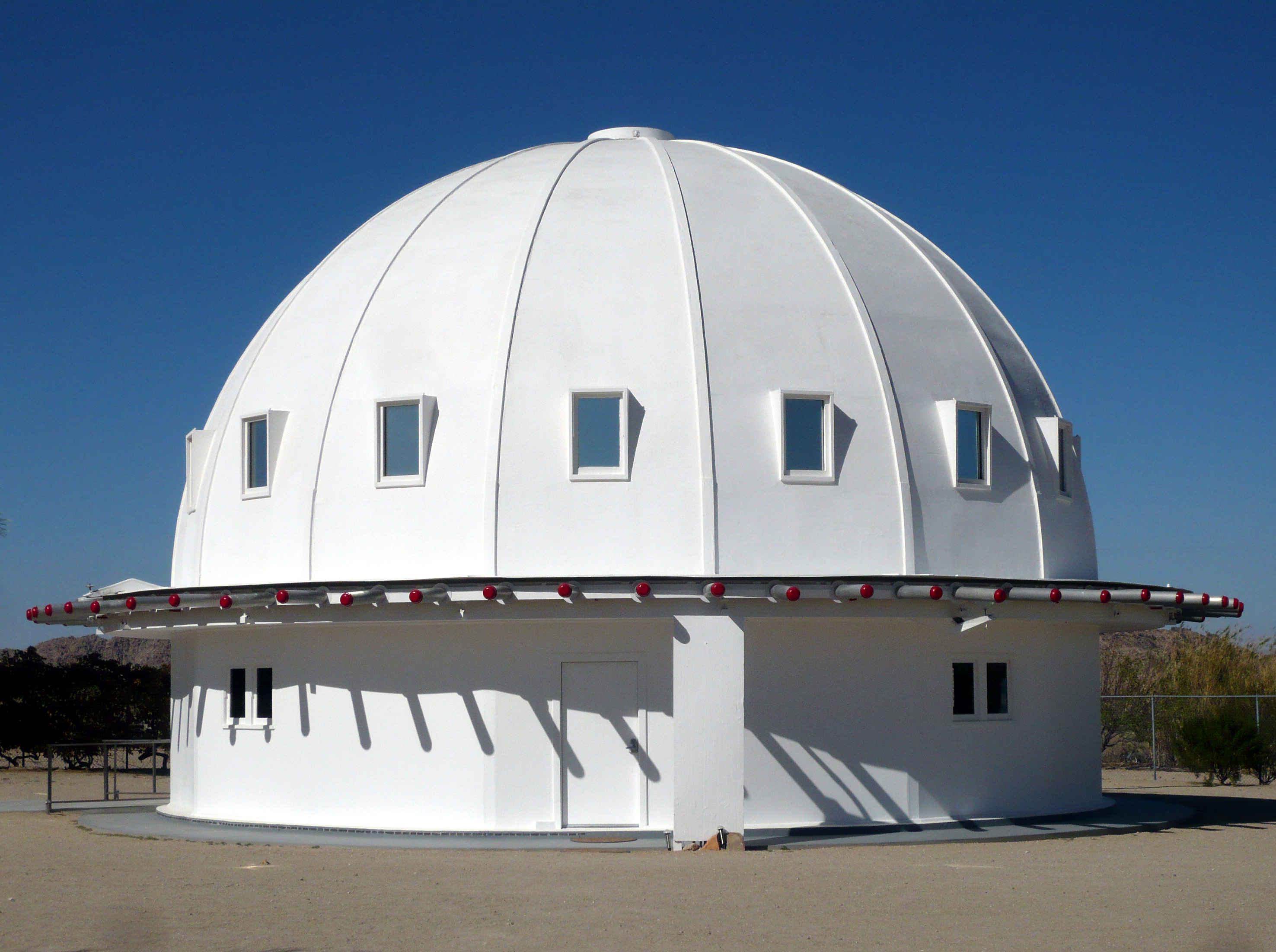
Ảnh chụp Integratron vào tháng 10 năm 2017

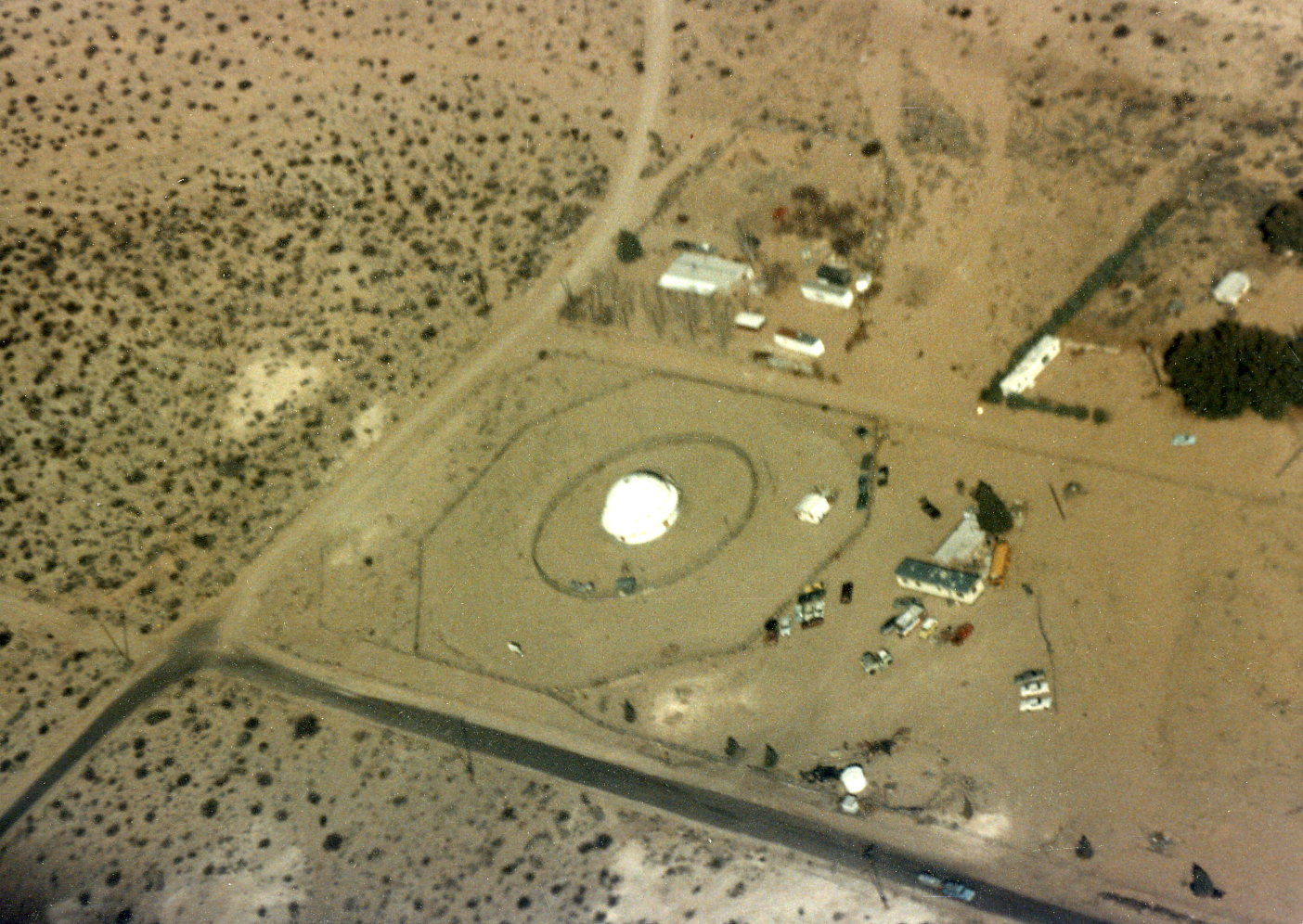
Khung cảnh Integratron nhìn từ máy bay trên đường đến sân bay Giant Rock (giờ đã đóng cửa.)

Integratron là cấu trúc hình vòm cao 38 ft với đường kính 55 ft do chính nhà nghiên cứu UFO và người tiếp xúc UFO George Van Tassel thiết kế ra. Tassel tuyên bố rằng Integratron có khả năng trẻ hoá, phản trọng lực và du hành thời gian. Ông đã tự mình xây dựng công trình này tại Landers, California (nằm gần Joshua Tree), được cho là làm theo sự chỉ dẫn được cung cấp bởi những du khách đến từ hành tinh Sao Kim. Cỗ máy Integratron được khởi động vào năm 1957, cấu trúc được dựng lên vào năm 1959. Nó được tài trợ chủ yếu bởi sự đóng góp, bao gồm cả quỹ của Howard Hughes.
Sau khi Van Tassel qua đời vào năm 1978, toà nhà đã có hàng loạt chủ nhân (và bị bỏ lại trong tình trạng hư hỏng) trước khi nó được chị em Joanne, Nancy và Patty Karl mua lại vào đầu những năm 2000. Họ đã quảng bá Integratron như một "cấu trúc hoàn hảo về mặt âm thanh," cung cấp các tour du lịch và những "chỗ tắm âm thanh" mà họ mô tả là "...các tư thế giống như thiền định đi kèm với tông màu từ bát thạch anh."

## Xây dựng

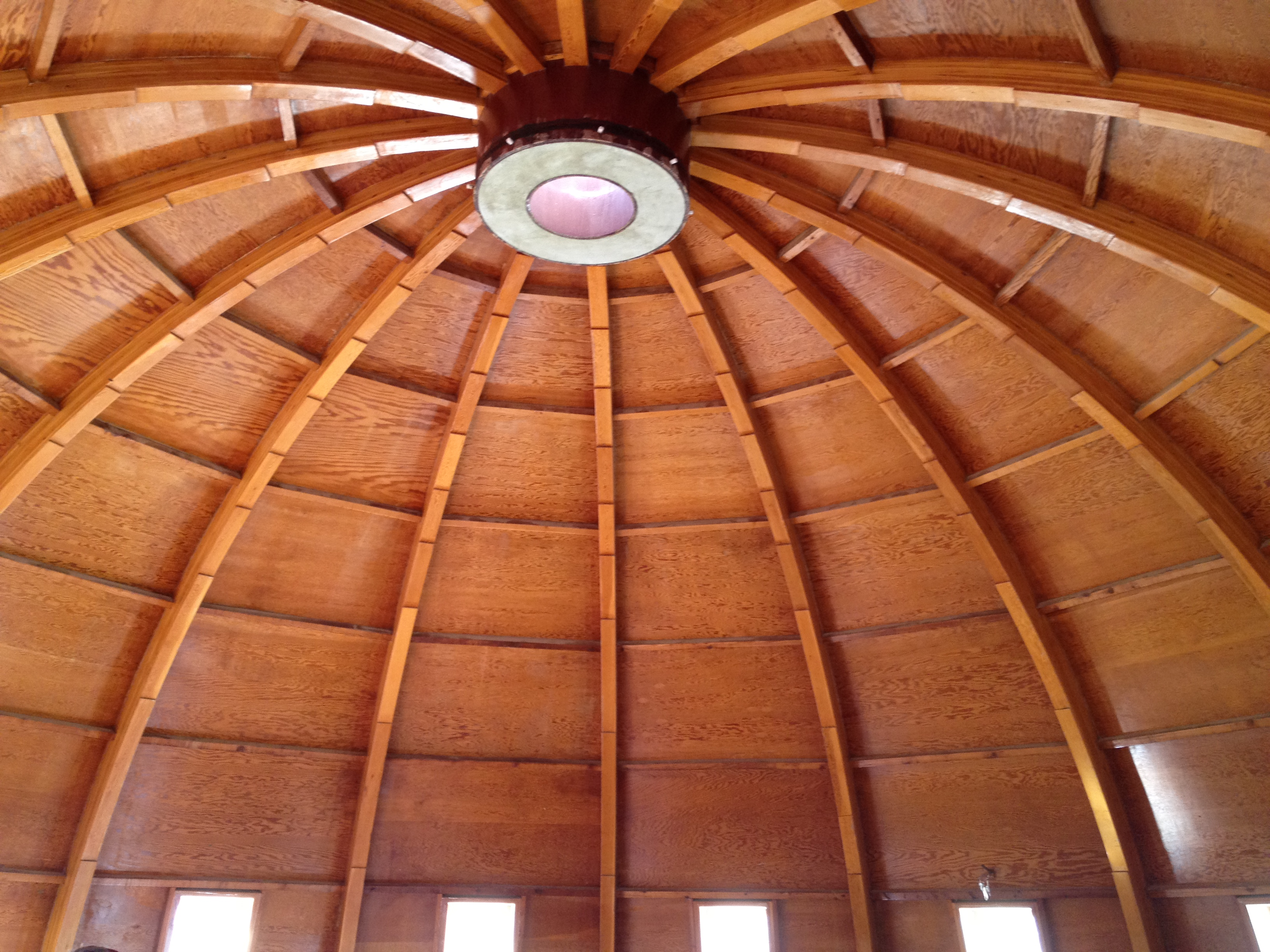
Trần nhà của Integratron, ảnh chụp tháng 1 năm 2012

George van Tassel là cựu kỹ sư hàng không và thanh tra chuyến bay đã chuyển đến sa mạc Mojave ở California để vận hành sân bay và quán trọ của mình. Trong thời gian đó, ông bắt đầu ngồi thiền dưới tảng đá lớn Giant Rock, nơi mà người Mỹ bản địa trong khu vực coi là nơi chốn thiêng liêng. Tháng 8 năm 1953, Van Tassel tuyên bố ông có mối liên hệ thần giao cách cảm và sau đó là tiếp xúc riêng với thực thể giống người từ ngoài vũ trụ, đã giao cho ông một kỹ thuật giúp trẻ hóa mô tế bào của con người. Thực hiện theo các hướng dẫn này, van Tassel bắt đầu xây dựng Integratron vào năm 1954. Chi phí xây dựng đã được chi trả một phần do sự thành công của những lần tổ chức hội thảo hàng năm về UFO mang tên Hội thảo Tàu vũ trụ Giant Rock, kéo dài suốt gần 25 năm. Việc xây dựng cấu trúc chính hoàn thành vào khoảng năm 1959, nhưng van Tassel vẫn tiếp tục làm việc trên thiết bị này cho tới khi ông mất đột ngột vào năm 1978.

## Tác động
Theo van Tassel, hoạt động của Integratron dựa vào việc tạo ra "từ trường gián đoạn" mạnh dẫn đến sự hình thành plasma dưới dạng phóng điện vầng quang và ion hóa bầu không khí tiêu cực bên trong tòa nhà. Integratron được dựa trên máy dao động đa sóng (Multiple Wave Oscillator gọi tắt là MWO) do Georges Lakhovsky phát minh. MWO là sự kết hợp của cuộn dây Tesla điện cao thế và một bộ cộng hưởng vòng phân cảm tạo ra các tần số điện từ truyền siêu băng rộng.
Van Tassel cho rằng điện từ ảnh hưởng đến các tế bào sinh học và tin rằng mỗi tế bào sinh học có một tần số điện từ cộng hưởng duy nhất (EMF). Theo lời van Tassel, việc tạo ra EMF truyền siêu băng rộng mạnh của Integratron "cộng hưởng" với tần số của tế bào và "nạp lại" cấu trúc tế bào như thể nó là một pin điện. Van Tassel tuyên bố rằng tế bào người sẽ được "trẻ hóa" trong khi ở bên trong công trình này.

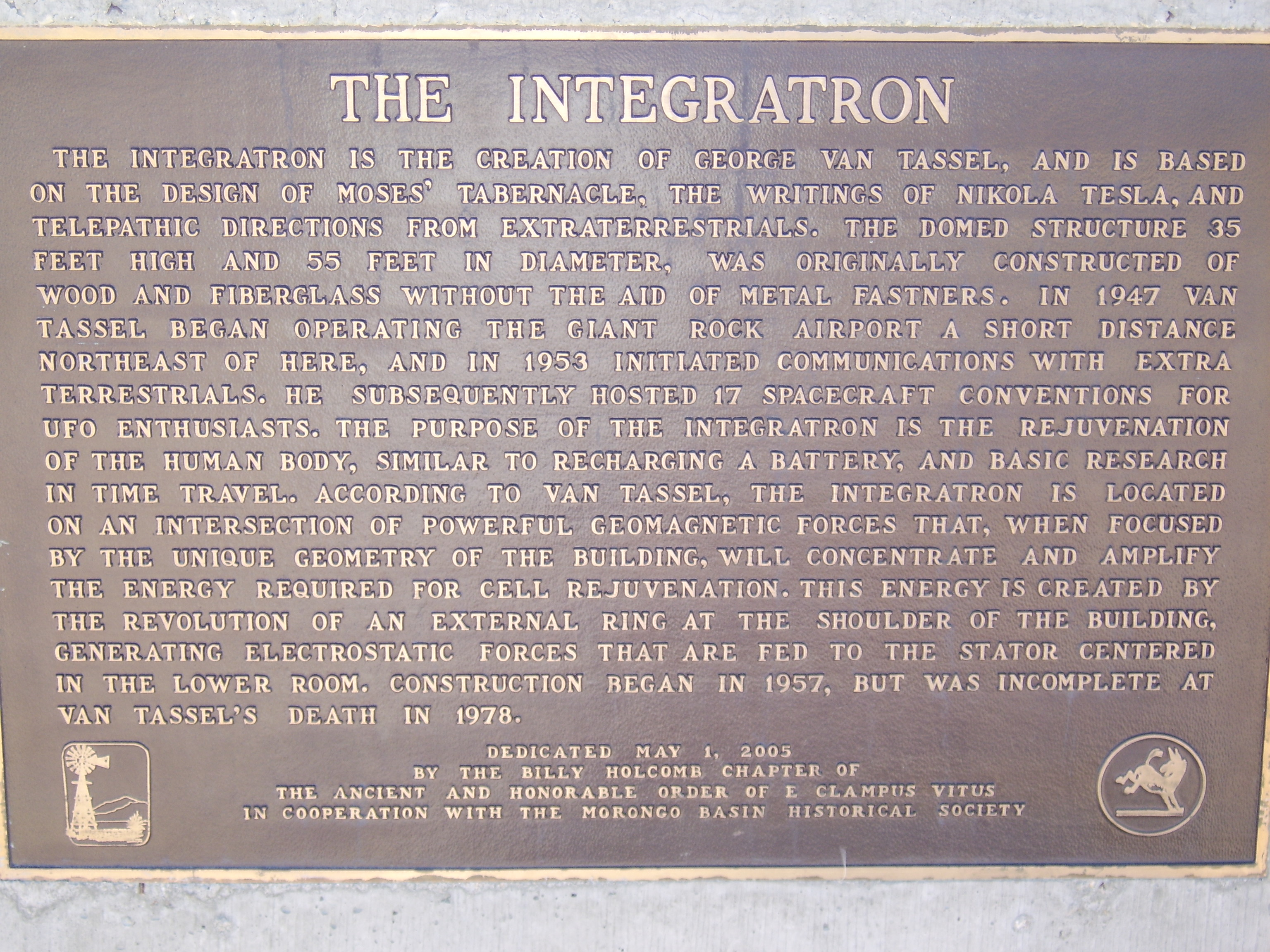
Dấu ấn lịch sử gần Integratron

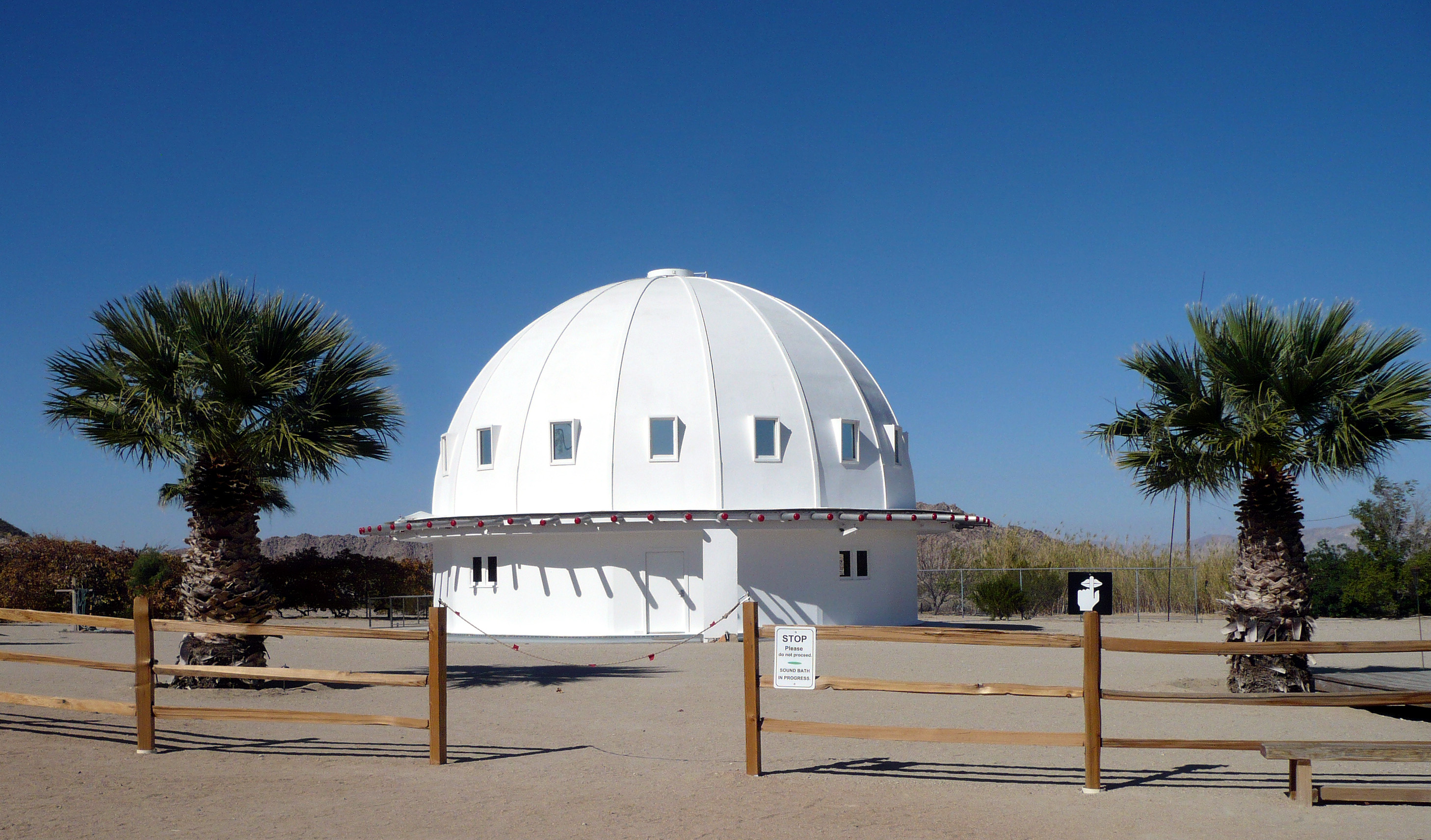
Integratron trong một buổi Tắm Âm Thanh vào năm 2017

Van Tassel tuyên bố rằng Integratron được xây dựng với ý định dựa trên một dị thường địa từ mạnh và quá trình xây cất của nó hoàn toàn bằng loại vật liệu không sắt từ, tương đương với một công trình dạng vòm bọc hiện đại.

## Hiện nay
Sau khi van Tassel qua đời, có một đề nghị cải tạo Integratron thành một vũ trường, nhưng kế hoạch đó chưa bao giờ được thực hiện. Những người chủ mới của Integratron đã biến nơi này thành một điểm thu hút khách du lịch và cung cấp các "chỗ tắm âm thanh" nơi các nhóm người "tiếp xúc với tần số âm thanh hài hòa" chế bằng bát thạch anh, được cho là có hiệu quả xoa dịu cơ thể sâu đậm. Trang web của Integratron tuyên bố "đây là buồng âm thanh hoàn hảo về mặt âm học làm toàn bằng gỗ tại nước Mỹ"

## Ảnh hưởng văn hóa
Âm nhạc
- Ban nhạc Zwan đã quay video cho ca khúc "Honestly" của họ ở bên trong Integratron.
- Ban nhạc indie rock Arctic Monkeys đã thu âm một phần bài hát "Secret Door" của họ tại Integratron vào năm 2008.[4]
- Ban nhạc The Good Listeners đã thu âm một bài hát cho một đoạn trong bộ phim "Don't Quit Your Daydream" của họ trong tòa nhà này.
- Ban nhạc Dengue Fever có một bài hát gọi là Integratron và quay video cho ca khúc "Sni Bong" của họ trong tòa nhà này.

Phim truyền hình
- Integratron xuất hiện trong mùa 7, tập 13 của phim "Anthony Bourdain: No Reservations."
- Huell Howser tới thăm Integratron trong tập #3011 "Giant Rock" của chương trình California's Gold.
- Integratron xuất hiện trong phim Mysteries at the National Parks mùa 1, tập 5 "Ape Man and Aliens" nói về Vườn quốc gia Joshua Tree.

Phim điện ảnh
- Toà nhà này đã được sử dụng làm bối cảnh cho một nhà máy sản xuất android hoang phế trong bộ phim khoa học viễn tưởng giáo phái hạng B Cherry 2000, với sự tham gia của các diễn viên Melanie Griffith và David Andrews.